# Biathlon-Weltmeisterschaften 1978
Die 16. Biathlon-Weltmeisterschaften fanden 1978 im österreichischen Hochfilzen statt. Die Juniorenweltmeisterschaften wurden in Ruhpolding ausgetragen.

## Männer

### Sprint 10 km
| Platz | Sportler            | Zeit [min] | Schießfehler |
| ----- | ------------------- | ---------- | ------------ |
| 01    | Frank Ullrich       | 32:17,44   | 0 (0+0)      |
| 02    | Eberhard Rösch      | 32:38,11   | 0 (0+0)      |
| 03    | Klaus Siebert       | 33:02,87   | 0 (0+0)      |
| 04    | Wladimir Barnaschow | 33:07,38   | 0 (0+0)      |
| 05    | Sigleif Johansen    | 33:23,31   | 2 (1+1)      |
| 06    | Odd Lirhus          | 34:09,91   | 3 (0+3)      |
| 07    | Luigi Weiss         | 34:40,20   | 3 (1+2)      |
| 08    | Per Andersson       | 34:43,10   | 0 (0+0)      |
| 09    | Gerhard Winkler     | 34:47,80   | 1 (0+1)      |
| 10    | Heinrich Mehringer  | 34:48,20   | 1 (1+0)      |
| 11    | Alfred Eder         | 34:51,50   | 1 (0+1)      |
|       |                     |            |              |
| 15    | Manfred Geyer       | 34:59,83   | 1 (1+0)      |
| 16    | Andreas Schweiger   | 35:00,60   | 0 (0+0)      |
|       |                     |            |              |
| 28    | Josef Koll          | 35:45,90   | 1 (0+1)      |
|       |                     |            |              |
| 33    | Hans Estner         | 36:32,00   | 5 (2+3)      |
| 34    | Hansruedi Süssli    | 36:33,4    | 3 (0+3)      |
|       |                     |            |              |
| 39    | Franz Weber         | 36:45,30   | 4 (0+4)      |
|       |                     |            |              |
| 46    | Roland Burn         | 37:23,40   | 3 (0+3)      |
|       |                     |            |              |
| 52    | Siegfried Dockner   | 38:08,70   | 6 (4+2)      |
|       |                     |            |              |
| 65    | Adrian Staub        | 39:51,80   | 3 (1+2)      |
|       |                     |            |              |
| 67    | Emil Süssli         | 40:41,70   | 3 (1+2)      |
| …     |                     |            |              |

Datum: 4. März

### Einzel 20 km
| Platz | Sportler            | Zeit [h]   | Schießfehler |
| ----- | ------------------- | ---------- | ------------ |
| 01    | Odd Lirhus          | 1:05:26,39 | 01 (1+0+0+0) |
| 02    | Frank Ullrich       | 1:05:35,79 | 02 (1+1+0+0) |
| 03    | Eberhard Rösch      | 1:06:04,29 | 01 (0+1+0+1) |
| 04    | Heikki Ikola        | 1:06:54,51 | 01 (0+0+0+1) |
| 05    | Nikolai Kruglow     | 1:07:10,75 | 00 (0+0+0+0) |
| 06    | Roar Nilsen         | 1:07:40,60 | 01 (0+1+0+0) |
| 07    | Klaus Siebert       | 1:08:03,18 | 03 (2+0+1+0) |
| 08    | Erkki Antila        | 1:08:04,20 | 02 (0+0+1+1) |
| 09    | Antonín Kříž        | 1:08:42,90 | 03 (0+1+0+2) |
| 10    | Wladimir Barnaschow | 1:09:07,60 | 03 (3+0+0+0) |
|       |                     |            |              |
| 13    | Alfred Eder         | 1:09:49,60 | 04 (2+1+1+0) |
| 14    | Heinrich Mehringer  | 1:09:53,40 | 01 (0+0+1+0) |
| 15    | Manfred Beer        | 1:10:06,84 | 04 (1+0+1+2) |
|       |                     |            |              |
| 27    | Andreas Schweiger   | 1:11:44,70 | 03 (0+1+1+1) |
|       |                     |            |              |
| 30    | Josef Koll          | 1:12:14,90 | 04 (1+0+1+2) |
|       |                     |            |              |
| 32    | Hans Estner         | 1:12:33,00 | 05 (1+4+0+0) |
|       |                     |            |              |
| 38    | Hansruedi Süssli    | 1:13:46,10 | 07 (0+3+0+4) |
|       |                     |            |              |
| 42    | Franz Weber         | 1:15:12,40 | 09 (0+5+0+4) |
|       |                     |            |              |
| 44    | Siegfried Dockner   | 1:15:35,40 | 09 (1+4+2+2) |
|       |                     |            |              |
| 48    | Gerhard Winkler     | 1:16:31,90 | 08 (2+3+0+3) |
|       |                     |            |              |
| 54    | Arthur Schnüriger   | 1:19:49,10 | 04 (1+0+1+2) |
|       |                     |            |              |
| 57    | Roland Burn         | 1:20:32,20 | 11 (2+0+2+7) |
|       |                     |            |              |
| 59    | Adrian Staub        | 1:20:57,90 | 06 (0+2+1+3) |
| …     |                     |            |              |

Datum: 2. März

### Staffel 4 × 7,5 km
| Platz | Land/Sportler                                                                                         | Zeit [h]   | Schießfehler        |
| ----- | --- | ---------- | ------------------- |
| 01    | DDR 0000Manfred Beer 0000Klaus Siebert 0000Frank Ullrich 0000Eberhard Rösch                           | 1:37:45,65 | 0+1 0+0 0+1         |
| 02    | Norwegen 0000Tor Svendsberget 0000Roar Nilsen 0000Odd Lirhus 0000Sigleif Johansen                     | 1:40:28,59 | 0+1 0+0 0+1 0+0     |
| 03    | BR Deutschland 0000Heinrich Mehringer 0000Hans Estner 0000Andreas Schweiger 0000Gerhard Winkler       | 1:40:35,10 | 0+1 0+0 0+1 0+0     |
| 04    | Sowjetunion 0000Wladimir Barnaschow 0000Alexander Uschakow 0000Nikolai Kruglow 0000Alexander Tichonow | 1:41:04,39 | 0+1 0+0             |
| 05    | Österreich 0000Franz Weber 0000Siegfried Dockner 0000Frederick Schmidt 0000Alfred Eder                | 1:42:89,10 | 0+2 0+0             |
| 06    | Tschechoslowakei 0000Miroslav Soviš 0000Jaromír Šimůnek 0000Antonín Kříž 0000Zdeněk Pavlíček          | 1:43:09,65 | 1+0 0+0 1+0         |
| 07    | Finnland 0000Erkki Antila 0000Simo Halonen 0000Mauri Lahtela 0000Raimo Seppänen                       | 1:43:52,60 | 0+3 0+1 0+0 0+1     |
| 08    | Italien 0000Giuliano Spiller 0000Lino Jordan 0000Luigi Weiss 0000Arduino Tiraboschi                   | 1:44:17,40 | 1+3 0+1 0+0 0+2 1+0 |
| 09    | Schweden 0000Ronnie Adolfsson 0000Alfred Joki 0000Ola Lundström 0000Per Andersson                     | 1:44:49,90 | 2+2 0+2 0+0 2+0     |
| 10    | Frankreich 0000René Arpin 0000Yvon Mougel 0000Christian Poirot 0000André Geourjon                     | 1:45:00,10 | 0+5 0+0 0+3 0+2     |
|       | |            |                     |
| 15    | Schweiz 0000Roland Burn 0000Adrian Staub 0000Emil Süssli 0000Hansruedi Süssli                         | 1:48:27,90 | 0+2 0+1 0+0 0+1 0+0 |
| …     | |            |                     |

Datum: 5. März

## Medaillenspiegel
| Platz | Land           | Gold | Silber | Bronze | Gesamt |
| ----- | -------------- | ---- | ------ | ------ | ------ |
| 1     | DDR            | 2    | 2      | 2      | 6      |
| 2     | Norwegen       | 1    | 1      | 0      | 2      |
| 3     | BR Deutschland | 0    | 0      | 1      | 1      |

| Platz | Sportler           | Gold | Silber | Bronze | Gesamt |
| ----- | ------------------ | ---- | ------ | ------ | ------ |
| 1     | Frank Ullrich      | 2    | 1      | 0      | 3      |
| 2     | Eberhard Rösch     | 1    | 1      | 1      | 3      |
| 3     | Odd Lirhus         | 1    | 1      | 0      | 2      |
| 4     | Klaus Siebert      | 1    | 0      | 1      | 2      |
| 5     | Manfred Beer       | 1    | 0      | 0      | 1      |
| 6     | Tor Svendsberget   | 0    | 1      | 0      | 1      |
| 6     | Roar Nilsen        | 0    | 1      | 0      | 1      |
| 6     | Sigleif Johansen   | 0    | 1      | 0      | 1      |
| 9     | Heinrich Mehringer | 0    | 0      | 1      | 1      |
| 9     | Hans Estner        | 0    | 0      | 1      | 1      |
| 9     | Andreas Schweiger  | 0    | 0      | 1      | 1      |
| 9     | Gerhard Winkler    | 0    | 0      | 1      | 1      |